# 怎樣的張棟樑
《怎樣的張棟樑》是星馬歌手張棟樑2015年發行的音樂迷你專輯，專輯收錄五首新歌，當中包含之前推出的音樂創作文字書【長假】附贈的三首單曲。

## 專輯介紹
張棟樑於2015年8月7日推出了首本音樂創作文字書《長假》，並搶先獨家收錄了三首新歌，且在2015年12月5日於馬來西亞舉辦他的個人小型音樂會，也同時正式推出他的全新EP，除了收錄之前推出的音樂創作文字書【長假】當中的【人生沒有如果】、【偶像歌手】、【年華】，最新兩首單曲分別是【現在你是怎樣的人?】和【遺憾的藝術】，五首都皆由知名作詞人管啟源和新銳作曲人陳子超創作。 

## 曲目
| 順序 | 歌名              | 作詞   | 作曲   | 附註     |
| 01   | 人生沒有如果      | 管啟源 | 陳子超 | 第三主打 |
| 02   | 現在你是怎樣的人? | 管啟源 | 陳子超 | 首波主打 |
| 03   | 遺憾的藝術        | 管啟源 | 陳子超 | 第二主打 |
| 04   | 偶像歌手          | 管啟源 | 陳子超 | 第四主打 |
| 05   | 年華              | 管啟源 | 陳子超 | 第五主打 |